# バトル・マウンテン
バトル・マウンテン（Battle Mountain）は、アメリカ合衆国ネバダ州の非法人地域で、ランダー郡の郡庁所在地である。 人口は3,635人（2010年アメリカ合衆国国勢調査）。主要な経済基盤は金の採掘と合法化された賭博。
位置は州間高速道路80号線のウィネマッカとエルコの間である。

## 歴史

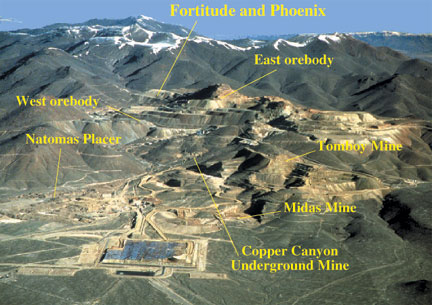
バトル・マウンテン鉱山地区の金鉱と銅鉱。 2019年現在、鉱山はニューモント・ゴールドコープによって「フェニックス鉱山」として運営されている

この地域には元々北パイユート族とショショーニ族が暮らしていた。1820〜30年代には毛皮目当ての猟師には知られていた。1845年、フンボルト川沿いに西に向かう移民たちの通過点となった。言い伝えによれば、バトル・マウンテンという町の名前は、1850〜60年代の先住民族と初期移住者との対立に由来するものと言われる。
1866年に近郊のアルジェンタで銀が発見され、セントラル・パシフィック鉄道がアルジェンタ駅を建設。しかし、1870年に駅をバトル・マウンテンに移設し、銅と金の採掘地としての町が形成されることになった。
1874年、ネバダ州議会は知事の拒否権を覆し、オースティンからバトル・マウンテンまでの鉄道事業を承認。これがネバダ・セントラル鉄道で1880年に開通した。さらにオースティン近郊の銀採掘場とも連結させたが、1938年には廃線となった。
1979年、ネバダ州最高裁判所はランダー郡の郡庁所在地をバトル・マウンテンに変更した。

## 地理と気候

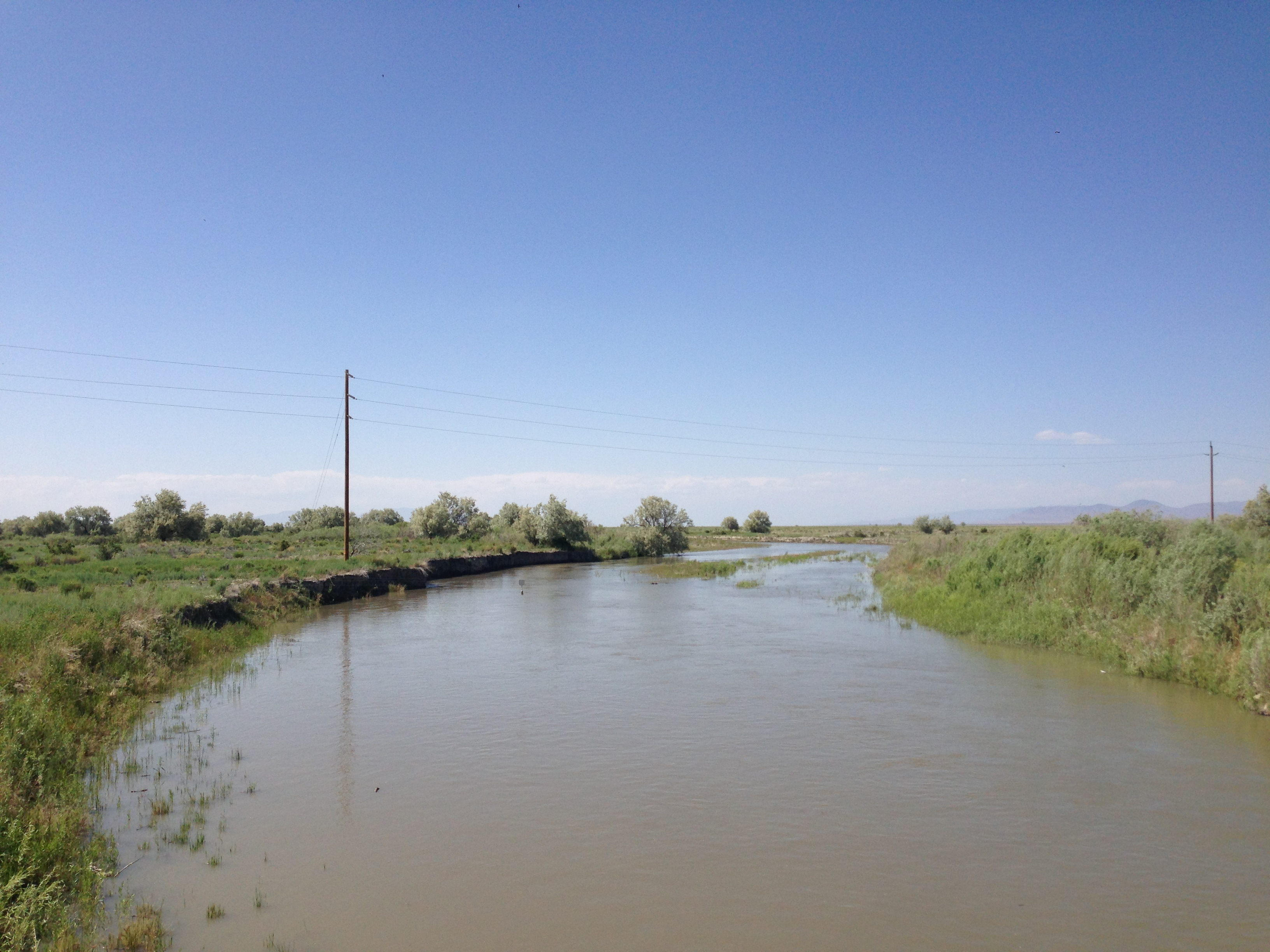
フンボルト川

バトル・マウンテンは、フンボルト川とリース川という二つの川の合流点で、南東をショショーニ山脈、南西をバトル・マウンテン山脈、北をシープクリーク山脈に囲まれた谷間に位置する。
アメリカ合衆国国勢調査局によると、面積は9.3平方キロメートル.
気候はステップ気候で、ケッペンの気候区分ではBSkにあたる。乾燥し、標高が高いため、気温の日較差が大きい。とりわけ夏はその差は25°Cにも達する。

## 交通

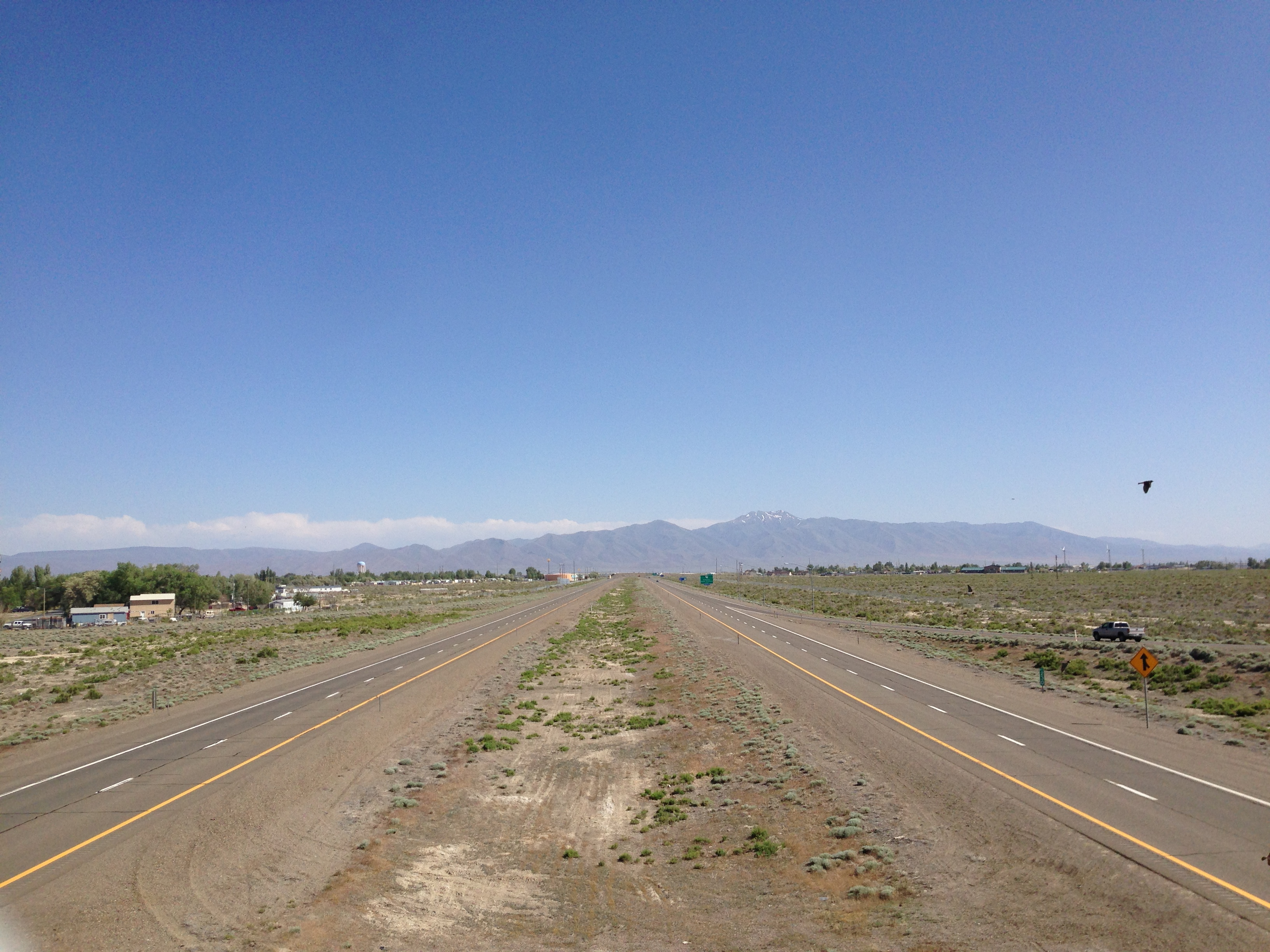
州間高速道路80号線

バトル・マウンテンは州間高速道路80号線のリノとソルトレイクシティのほぼ中間に位置し、オースティンに向かう州道305号の出発点である。
ユニオン・パシフィック鉄道も通っている。
バトル・マウンテン空港、別名ランダー郡空港は公共用飛行場で、バトル・マウンテンの中央商業地区の南東4.8 kmにある。この空港はランダー郡が所有し、バトル・マウンテン空港当局が運営している。

## 人口統計
2000年の国勢調査では、バトル・マウンテンの国勢調査指定地域には1053世帯、731家族、2871人が住んでいる。人口密度は1 km2当たり612.4人。人種構成は、白人81.30％、アフリカ系0.14％、ネイティブアメリカン2.54％、アジア系0.49％、太平洋諸島系0.03％、他の人種11.81％、2つ以上の人種3.69％。ラテン系の人種は人口の23.58％である。
1,053世帯の54.6％が夫婦で、41.9％が18歳未満の子供と同居。9.9％は夫のいない女性が世帯主。30.5％は非家族。25.2％がひとり暮らしで、65歳以上は4.8％。平均世帯規模は2.71、平均子供数は3.28。
人口は18歳未満が33.8％、18歳から24歳までが8.1％、25歳から44歳までが29.0％、45歳から64歳までが22.4％、65歳以上が6.7％。中央年齢は32歳。女性100人に対して男性104.1人、18歳以上だと104.4人。
世帯の平均収入は42,981ドル、家族の平均収入は50,995ドル。男性の平均収入は45,313ドル、女性は25,417ドル。一人当り収入は16,975ドル。家族の約7.8％と人口の11.8％は貧困線以下で、それには18歳未満の14.1％と65歳以上の20.0％が含まれる。

## スポーツ
町のすぐ外にある州道305号は長くまっすぐな平坦な道のため、毎年恒例の自転車レースを開催している。「ワールド・ヒューマン・パワード・ スピード・チャレンジ」と呼ばれるもので、世界最速記録を目指して世界中からチームが集まる。
2016年9月16日、Todd Reichertが時速144.18 kmの世界最高記録を達成。 
2019年には、フランスのIlona Peltierが時速126.51 kmの記録を出し、「世界最速の女性」になった。

## 大衆文化
- 2007年5月15日にアメリカのポストハードコアバンド「ダンス・ギャヴィン・ダンス」がデビューアルバム「Downtown Battle Mountain」をリリース。ヴォーカリストのジョン・メスはインタビューで、アルバム製作中にバトル。マウンテンに立ち寄ったのが理由だと語った。2011年3月8日には続編にあたる「Downtown Battle Mountain II」もリリース。
- 元MSNBC.comのコラムニストであるジャネット・ウォールズ（英語版）は回顧録「ガラスの城の約束」で、子供の頃、バトル・マウンテンに住んでいたことを書いている。彼女の父親は炭鉱で働いていた。

## 著名な出身者
- ジョイス・コリンズ -ジャズピアニスト、歌手、教育者。
- Mary Dann and Carrie Dann
- James H. Ledlie
- John Marvel
- ジャネット・ウォールズ（英語版）

## 参考資料
1. ↑  “Lander County Code of Ordinances - Appendix I - Battle Mountain Town Boundary”.   Municode. 2017年10月15日閲覧。
2. ↑  “NHKの人気番組「超絶 凄ワザ！」への出演について”.   東レ・カーボンマジック (2016年4月25日). 2020年1月15日閲覧。
3. ↑  Human Powered Vehicle Information Center Official Speed Records
4. ↑  “New Records at WHPSC 2019”. ihpva.org (2019年9月24日). 2019年9月27日閲覧。